# Ernestia quadriseta
Ernestia quadriseta là một loài thực vật có hoa trong họ Mua. Loài này được O. Berg ex Triana mô tả khoa học đầu tiên năm 1871.